# Willie Brown (político)
Willie Lewis Brown, Jr. (Mineola, 20 de março de 1934) é um político norte-americano que foi deputado na Assembleia do Estado da Califórnia por mais de trinta anos, sendo durante quinze anos seu presidente. Mais tarde, foi o primeiro prefeito afro-americano de São Francisco (de 1996 a 2004). Ele namorou a atual vice-presidente dos Estados Unidos, Kamala Harris, na década de 1990.